# Rio Fortuna
Rio Fortuna este un oraș în Santa Catarina (SC), Brazilia.